# 伯恩斯維爾鎮區 (北卡羅萊納州揚西縣)
伯恩斯維爾鎮區（英語：Burnsville Township）是位於美國北卡羅萊納州揚西縣的一個鎮區。

## 地方資料
伯恩斯維爾鎮區的面積為63.45平方千米，皆為陸地。根據2020年美國人口普查的數據，當地共有人口4741人，而人口密度為每平方千米74.72人。